# Mioglobin

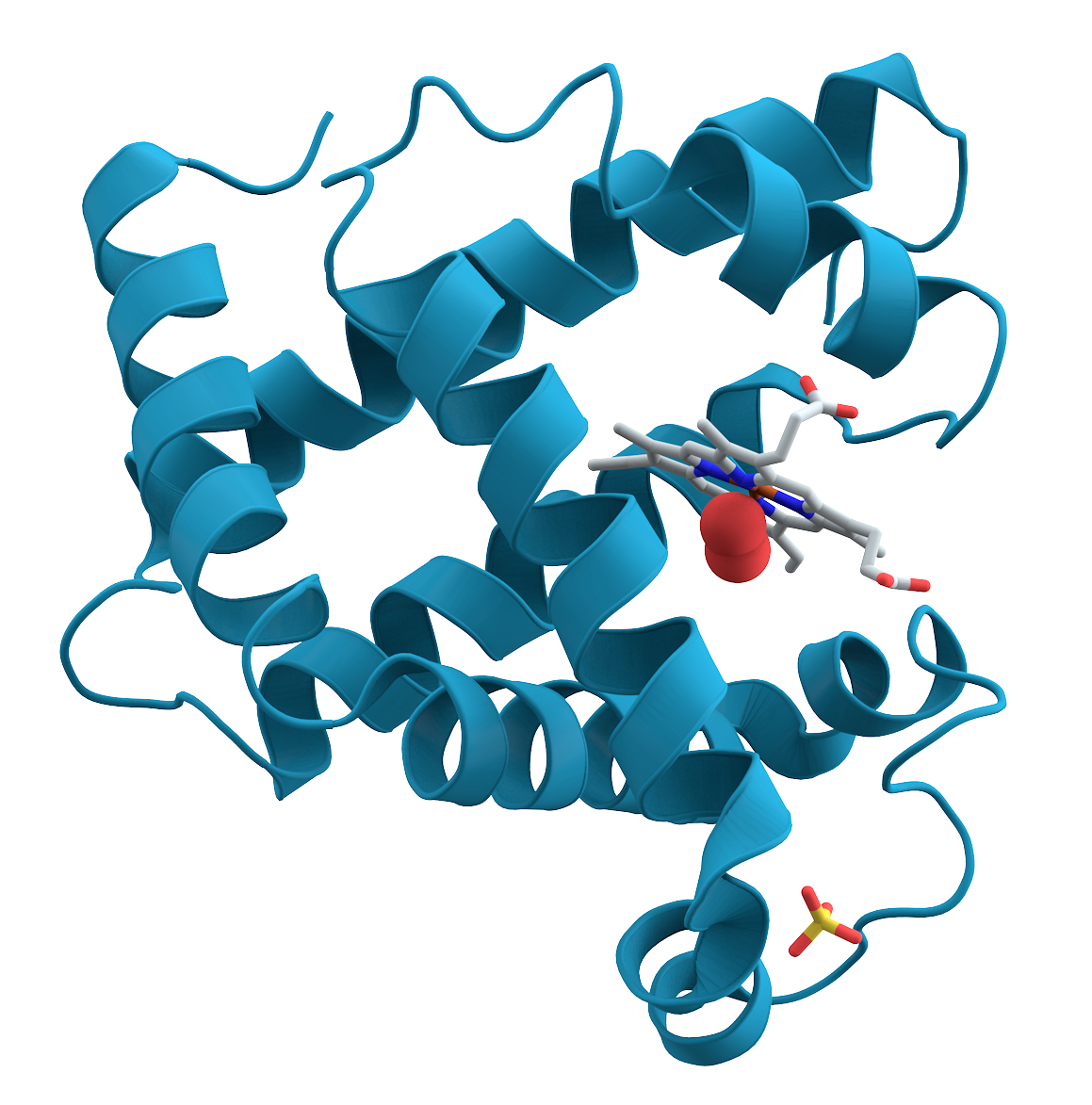
A mioglobin szerkezeti modellje

A mioglobin a gerincesek izomszövetében található oxigénkötő fehérje, szerepe az izmok oxigénnel való ellátása hosszabb terhelés esetén. Az általa megkötött vasion miatt színe vörös, ez adja a hús színét. A sokáig víz alatt tartózkodó tengeri emlősök (bálnák, fókák) izmai különösen gazdagok mioglobinban.
Az elnevezés a görög mysz (μυς = izom) és a latin globus (gömb) szóból származik.

## Jellemzése
A mioglobin egyetlen polipeptidláncból álló, kis globuláris fehérje, a globinok közé tartozik. Szerkezetét nyolc alfa-hélix és az ezeket összekötő szakaszok alkotják. Akárcsak a funkciójában és felépítésében hasonló hemoglobin, egy hemcsoportot és egy vasiont tartalmaz (de a hemoglobin négy, mioglobinhoz hasonló alegységből áll és szerepe az oxigén szállítása a tüdőtől a szövetekig, míg a mioglobin elsősorban tárolja az oxigént). Az emberi mioglobin 154 aminosavból áll, molekulasúlya kb. 16,7 kilodalton és az MB gén kódolja. A mioglobin és a hemoglobin szekvenciájában csak 18% az azonosság, de ezek a szerkezet szempontjából kulcsfontosságú helyekre szorítkoznak. A szerkezeti hasonlóság miatt feltételezik, hogy a két protein egy közös ősi fehérjéből jött létre, feltehetően génduplikáció révén. 
A fehérjét a harántcsíkolt és szívizomban lehet megtalálni, a simaizmokból hiányzik. Ha a vérben mioglobint találnak az az izomszövet sérülésének jele, és a fehérje károsíthatja a veseműködést (rhabdomiolízis). Mioglobin jelenhet meg a vérben szívinfarktus esetén is. Ha egerekben kikapcsolják a génjét, képesek túlélni, de szívük vérpumpáló kapacitása 30%-kal csökken. Az ezzel járó oxigénhiányhoz az egerek szervezete az erek kitágulásával alkalmazkodik. 
A mioglobin volt az első fehérje, amelynek meghatározták háromdimenziós struktúráját. Ezért a teljesítményért John Kendrew 1958-ban kémiai Nobel-díjat kapott (Max Perutz-cal közösen, aki a hemoglobin szerkezetét fedezte fel).

## Színe
A hús vörös színe a mioglobin hemtartalmának köszönhető, ezért van a globinban gazdag bálnahúsnak mélyvörös színezete. A sokáig víz alatt tartózkodó állatok az izmaikban tárolt oxigént használják fel. A friss hús azért rózsaszín, mert a vas Fe2+ állapotban van benne és oxigént köt. A sült húsban a vas Fe3+-ra változik és színe is barnára vált. A nitritsókkal kezelt hús nem barnul be, mert a vas a keletkező nitrogén-monoxidhoz kötődik. A füstölt és grillezett húsnál is elmaradhat a barnulás, ha a füst elegendő szén-monoxidot tartalmaz, amely szintén erősen kötődik a hem vasatomjához.

## Fordítás
- Ez a szócikk részben vagy egészben  a   Myoglobin című angol Wikipédia-szócikk ezen változatának fordításán alapul.  Az eredeti cikk szerkesztőit annak laptörténete sorolja fel. Ez a jelzés csupán a megfogalmazás eredetét és a szerzői jogokat jelzi, nem szolgál a cikkben szereplő információk forrásmegjelöléseként.